# R.A.M.I.

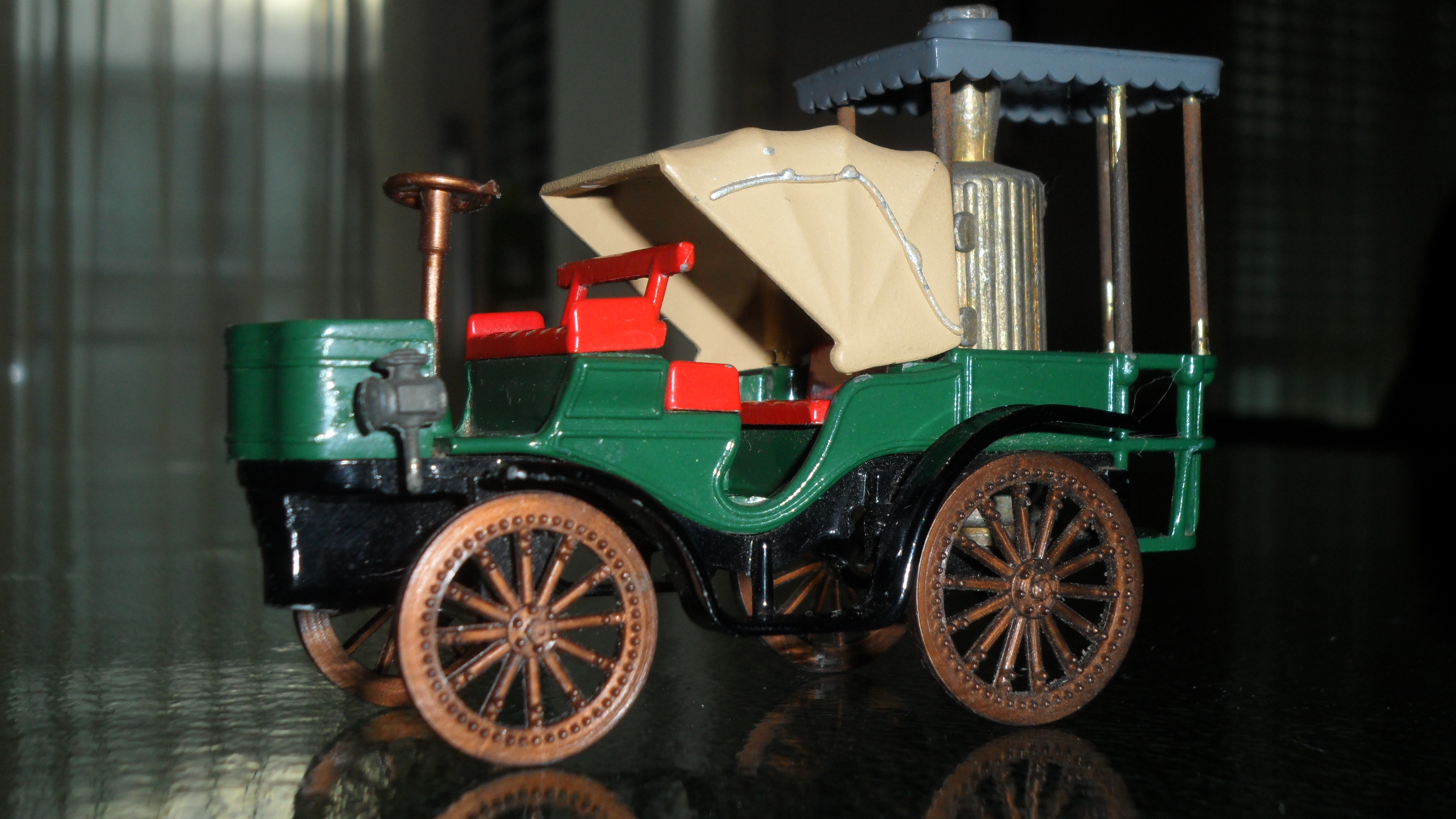
Amédée Bollée La Mancelle

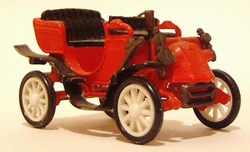
Das Gobron-Brillié Double Phaeton von 1899 war Modell Nr. 11. Während es auf der Bodenplatte korrekt beschriftet ist, findet sich auf der Verpackung die (falsche) Bezeichnung "Gobron-Brillée". Diesem Modell fehlt das Verdeck über der hinteren Sitzbank.

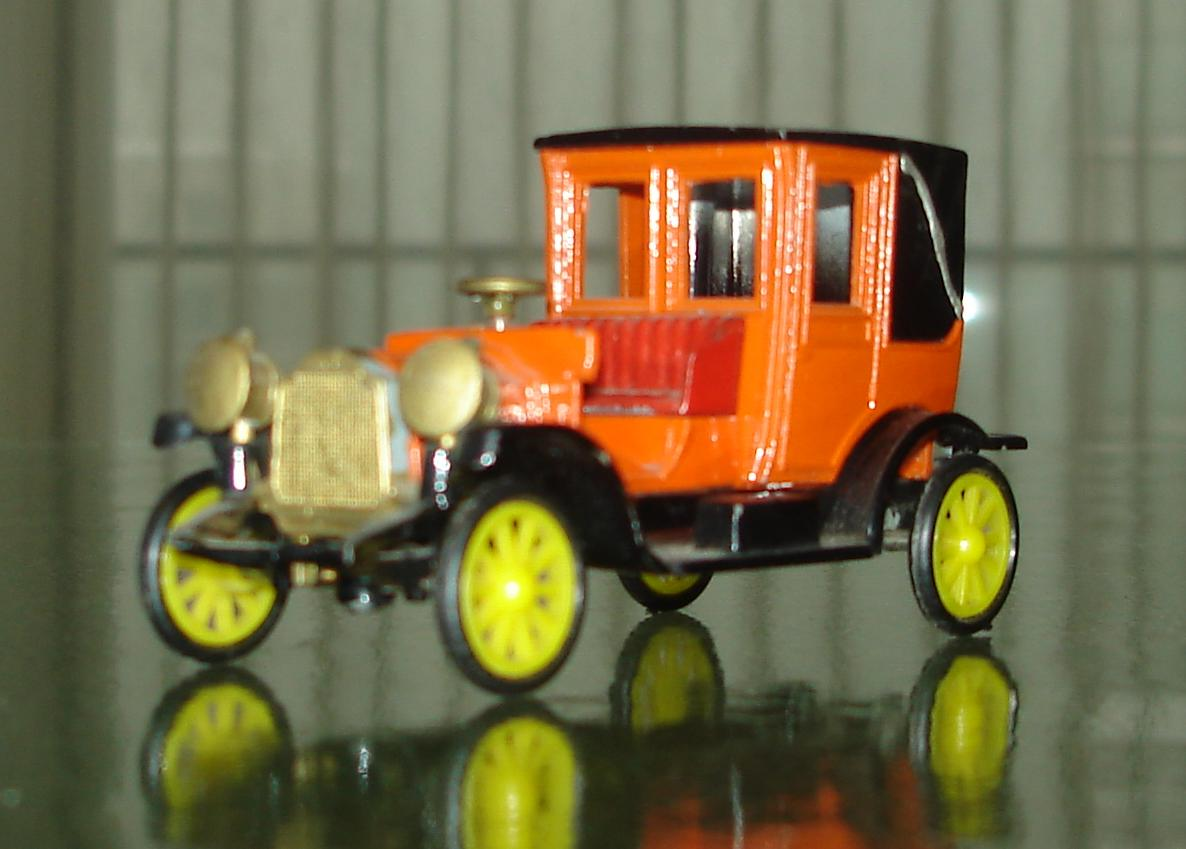
Packard

R.A.M.I. ist die Markenbezeichnung für Spielzeug-Modellautos aus Zinkguss, die zwischen 1958 und 1969 vom Hersteller J.M.K. in Lure im französischen Département Haute-Saône produziert wurden.

## Unternehmensgeschichte
Die Idee, Automodelle herzustellen, ging von Henri Malartre aus Lyon und den Herren Jarry und Koch aus. Der Firmenname setzt sich aus dem ersten Buchstaben ihrer Nachnamen zusammen.
Henri Malartre war ein Unternehmer aus der Autoverwertungsbranche und Sammler von vor allem französischen Automobilen aus der Zeit vor dem Ersten Weltkrieg. 1959 kaufte er das Château de Rochetaillée aus dem 12. Jahrhundert in Rochetaillée-sur-Saône nahe Lyon und richtete dort ein heute noch bestehendes Automobilmuseum ein, das Musée Henri Malartre. M. Jarry war im Außendienst bei der Kunstgießerei Quirin in Luxeuil-les-Bains angestellt, die auch Spielzeug (Figuren, Modelle, Automodelle) der Marke Quiralu herstellte. M. Koch war Vertreter für die Weberei du Pont in Lure.
Der Name R.A.M.I. ist abgeleitet von les Rétrospectives Automobiles Miniatures (etwa "automobile Miniatur-Rückschau"). Die meisten Vorbilder für die produzierten Automodelle fanden sich praktischerweise in Malartres Museum, wo sie für Vermessungen jederzeit zur Verfügung standen. Die Prototypen stellte M. Rivoire aus Villeurbanne her; sie sind heute gesuchte Sammlerstücke. Nach deren Abnahme durch J.M.K. wurden in Oyonnax Gussformen hergestellt; den Guss selber besorgte die SIMEB S.A. in Fougerolles. Zusammenbau und Verpackung der Modelle wurden in Heimarbeit in Lure vergeben, was zeitweilig eine begehrte Nebentätigkeit gewesen zu sein scheint.
Das erste Modell, das Renault Taxi de la Marne, erschien 1958.
1967 verstarb M. Koch und M. Jarry ging in den Ruhestand. Danach verebbte das Interesse an der Herstellung dieser Modelle. Es scheint, dass die Produktion danach eher formlos eingestellt wurde.

## Die Automodelle
Gedacht waren R.A.M.I.-Modelle als Spielzeug. Wer also minutiöse Nachbildungen erwartet, wird enttäuscht werden, zumal der Guss eher einfach gehalten ist. Dennoch ist zu erkennen, welches Vorbild gemeint ist. Der typische Aufbau eines R.A.M.I.-Modells besteht aus der Bodenplatte samt Kotflügeln, dem Vorbau (Motorhaube), der Karosserie und dem Dach resp. Verdeck. Einige Limousinen haben eine zweiteilige Karosserie. Beim allerersten Modell, dem erwähnten Renault Taxi de la Marne, ist die Karosserie längs geteilt. Die beiden Hälften sind zusammengesteckt und gemeinsam mit der Bodenplatte vernietet. Innenausstattung für die geschlossenen Modelle gibt es nur so weit sichtbar. Limousinen-Karosserien haben unten einen "Steg" anstelle der Vordersitze. Dieser wird mit der Bodenplatte verbunden.
Frühe Modelle haben universell verwendbare Speichenräder in zwei Größen aus gelbem, weißem oder rotem Kunststoff. Sie werden einfach auf die Achsen gesteckt, die ihrerseits bloße Metallstifte sind, welche durch Ösen in der Bodenplatte geführt werden. Kühlermaske, Lampen und Beschläge bestehen aus jeweils einem einzelnen Metallguss und wirken eher bronziert wie aus Messing; Lampen haben keine Gläser. Ein liebevolles Detail bei manchen Modellen wie dem Panhard et Levassor "La Marquise" 1908 ist ein echtes Drahtgitter, welches dem Kühlerrahmen hinterlegt ist. Bei diesem Modell findet sich zudem ein Reserverad auf dem Dach, das unter einem abnehmbaren Deckel aus Spritzguss untergebracht ist.
Bei späteren Modellen bestehen die Beschläge aus beschichtetem Kunststoff, was ihnen etwas von ihrem Charme nimmt.
Ein weiteres Zugeständnis an die jugendliche Kundschaft ist die teilweise erheblich vom Vorbild abweichende Lackierung der Modelle mit manchmal etwas gewöhnungsbedürftiger Farbgebung und -kombination. Ähnliches kann aber auch bei anderen Modellautos aus dieser Zeit festgestellt werden, sowohl bei solchen aus Spritzguss wie etwa Safir oder aus Kunststoff wie Minialuxe oder Norev.
Die meisten Modelle entsprechen in etwa dem für Modellautos gängigen Maßstab von 1 : 43 (analog Nenngröße 0 für Modelleisenbahnen). Eine Ausnahme stellt das Hispano-Suiza J 12 Coupé (eigentlich ein Landaulet) mit der Nr. 10 dar. Die großen Abmessungen des Originals führten dazu, dass ein kleinerer Maßstab gewählt wurde damit das Modell in die Normschachtel passt. Auch dies war und ist bei vielen Modellherstellern gängige Praxis.

## Sammeln von R.A.M.I.-Modellen
Obwohl R.A.M.I.-Modelle längst nicht mehr hergestellt werden, ist das Sammeln verhältnismäßig einfach: Es gibt eine klare Produktionszeit und wenig Varianten. Im Internet, auf Tauschbörsen, Flohmärkten oder in Antiquitätengeschäften sind immer wieder Angebote zu finden. Wie immer ist darauf zu achten, dass die Modelle komplett und unverkratzt sind. Neuwertige Modelle mit Originalschachtel erzielen die höchsten Preise; R.A.M.I.-Modelle sind jedoch im Allgemeinen erschwinglich. Zeitweilig wurden von Sammlern Originalverpackungen nachproduziert.

## Modellliste
Die nachstehende Liste enthält eine Übersicht über alle in der Verkaufsliteratur aufgeführten
R.A.M.I.-Modelle in der dort abgebildeten Farbkombination. Einige Modelle waren in mehreren Varianten und Abweichungen erhältlich; unter Sammlern begehrt sind auch Exemplare mit Montagefehlern vom Hersteller.
| Art. | Modell                                           | Vorbild                          | Lackierung                 | Dach/ Verdeck     | Sitze          | eingeführt | Bemerkungen                                                                                       |
| ---- | ------------------------------------------------ | -------------------------------- | -------------------------- | ----------------- | -------------- | ---------- | ------------------------------------------------------------------------------------------------- |
| 1    | Renault Taxi de la Marne 1905/1916               | Renault Type AG-1                | dunkelrot/schwarz          | schwarz           | schwarz        | 1958       | diverse Varianten, auch schwarz und weiß; Museumsbestand: Type AG-1 (1914)                        |
| 2-1  | De Dion-Bouton Vis-à-Vis 1900                    | De Dion-Bouton Vis-à-Vis         | grau/schwarz               | ohne              | schwarz        | 1958       |                                                                                                   |
| 2-2  | Motobloc Tonneau 1902                            |                                  | rot/schwarz                | ohne              | hellgrau       | 1968       | Chromspeichenräder                                                                                |
| 3    | Lion-Peugeot Double Phaëton 1908                 | Lion-Peugeot VC 3                | blau/schwarz               | ohne              | rot/blau       | 1958       |                                                                                                   |
| 4    | Citroën Type C / 5 HP Torpedo                    |                                  | gelb/schwarz               | rot               |                | 1958       | graue Scheibenräder                                                                               |
| 5    | De Dion-Bouton Cab 1900                          | De Dion-Bouton Vis-à-vis         | gelb/schwarz               | grün              |                | 1958       | Museumsbestand                                                                                    |
| 6    | Bugatti Type 35 C                                |                                  | blau                       | ohne              | rot            | 1959       | Museumsbestand; korrekte Breitspeichenfelgen                                                      |
| 7    | Citroën B10 Berline 1925                         | Type B / 10 HP                   | gelb/schwarz               | hellgrau          |                | 1959       |                                                                                                   |
| 8    | Sizaire et Naudin Course 1906                    |                                  | weiß                       | ohne              | rot            | 1959       | Museumsbestand; Voiturette                                                                        |
| 9    | Rochet-Schneider Vis-à-vis 1895                  |                                  | gelb/schwarz               | weiß              | rot            | 1960       |                                                                                                   |
| 10   | Hispano-Suiza J 12 Coupé                         | auch 54 CV Type 68               | creme/schwarz              | schwarz           | rot            | 1960       | Chromscheibenräder; Landaulet de Ville                                                            |
| 11   | Gobron-Brillée 1899                              | Gobron-Brillié                   | rot/schwarz                | schwarz           | schwarz        | 1961       | entspricht nicht dem Fahrzeug im Museum                                                           |
| 12   | Gauthier-Wehrlé 1897                             |                                  | hellbraun                  | hellgrau          | rot            | 1962       | mehrere (Farb-)Varianten mit und ohne bewegliche Frontscheibe(n); "Gauthier" ist Falschschreibung |
| 13   | Packard Landaulet 1912                           | Packard Eighteen                 | braun/schwarz              | schwarz           | rot            | 1962       |                                                                                                   |
| 14   | Peugeot Coupé 1898                               | Peugeot Typ 21                   | hellblau/schwarz           | grau              | rot            | 1962       | Type 21                                                                                           |
| 15   | Ford T Roadster 1907                             | Modell T 2-pass. Runabout (1909) | elfenbein                  | grau oder schwarz | rot            | 1963       | Der Runabout wurde erst 1909 eingeführt                                                           |
| 16   | Ford T Torpedo 1908                              | Modell T Touring (1908)          | schwarz                    | grau              | schwarz        | 1963       |                                                                                                   |
| 17   | Panhard et Levassor "La Marquise" Limousine 1908 |                                  | schwarz/lila/braun         | hellgrau          | rot            | 1964       |                                                                                                   |
| 18   | Panhard et Levassor Tonneau Ballon               | Type P2D Wagonette (1895)        | schwarz/lila               | grau              | rot            | 1964       |                                                                                                   |
| 19   | Hautier Voiture Electrique 1898                  | Taxi (Elektrodroschke)           | schwarz/orange             | grau              | rot            | 1964       | Taxi                                                                                              |
| 20   | Delaunay-Belleville Double-phaéton 1904          |                                  | schwarz/weiß               | braun             | rot            | 1964       |                                                                                                   |
| 21   | Georges Richard Tonneau 1902                     |                                  | schwarz/rot                | grau              | creme          | 1964       |                                                                                                   |
| 22   | Scotte Voiture à Vapeur 1892                     |                                  | blau/orange                | hellgrau          | rot            | 1965       | Teilnehmer am Rennen Paris-Rouen 1894, Kutschenräder                                              |
| 23   | Renault Tonneau                                  |                                  | schwarz/weiß               | ohne              | rot            | 1965       |                                                                                                   |
| 24   | Lorraine-Dietrich 1911                           | Lorraine-Dietrich 1911           | orange/beige/schwarz       | grau              | blau           | 1965       | Variante: hellblau statt beige                                                                    |
| 25   | Panhard et Levassor Tonneau 1895                 | P2D                              | dunkelgrün/schwarz         | ohne              | braun/weiß     | 1965       |                                                                                                   |
| 26   | Delahaye Phaëton                                 |                                  | rot/schwarz                | grau              | weiß           | 1965       |                                                                                                   |
| 27   | Audibert & Lavirotte                             |                                  | grün/schwarz               | ohne              | orange         | 1966       |                                                                                                   |
| 28   | Léon Bollée Double Berline 1911                  |                                  | rot/schwarz                | blau              |                | 1966       |                                                                                                   |
| 29   | S.P.A. Course 1912                               |                                  | rot                        | ohne              | weiß           | 1966       |                                                                                                   |
| 30   | Amédée Bollée La Mancelle à vapeur 1878          |                                  | grün/schwarz               | beige/grau        | rot            | 1966       |                                                                                                   |
| 31   | Luc Court Course 2 Baquets 1901                  | Luc Court 8 CV                   | gelb/schwarz (weiß/braun?) | ohne              | rot            | 1967       | Variante: weiße Karosserie (selten)                                                               |
| 32   | Brazier 1908                                     | Brasier Landaulet                | schwarz/gelb/grün          | schwarz           | schwarz        | 1967       | Räder verchromt                                                                                   |
| 33   | Berliet Limousine 1910                           |                                  | gelb/grün/schwarz          | grau od. schwarz  | ohne           | 1967       | Museumsbestand: Berliet Type C2 (1908)                                                            |
| 34   | Mieusset 1903                                    |                                  |                            |                   | purpur/schwarz | 1967       |                                                                                                   |
| 35   | De Dion-Bouton Course 1902                       |                                  |                            |                   | weiß           | 1968       |                                                                                                   |
| 36   | Lacroix de Laville 1898                          | La Nef                           |                            |                   |                | 1968       | Lacroix & de La Ville war der Hersteller; die Marke hieß La Nef                                   |
| 37   | Delage Torpedo 1932                              | Delage Type D.8                  | ziegelrot/weiß             |                   |                | 1968       | Type D.8; das Vorbild ist ein bekanntes Einzelstück; korrekte Farbgebung                          |
| 38   | Mercedes-Benz SSK 1927                           |                                  | weiß                       |                   |                | 1968       | Metallräder                                                                                       |
| 39   | Opel Laubfrosch                                  |                                  |                            |                   |                | 1968       |                                                                                                   |

Quelle:
Die Nr. 2 (De Dion-Bouton Vis-à-Vis) wurde 1968 vom Motobloc Tonneau 1902 abgelöst; die Artikelnr. 2 wurde dazu neu vergeben.
Das Gobron-Brillié Double Phaeton von 1899 (Nr. 11) ist zwar auf der Bodenplatte korrekt beschriftet, auf der Verpackung findet sich aber die (falsche) Bezeichnung "Gobron-Brillée".

## Verpackung
Die Modelle wurden zunächst in einer Einheits-Kartonschachtel ausgeliefert. Sie war in rot und weiß gehalten und zeigte stets eine Zeichnung des Renault Tonneau 1895. Zur Identifizierung des darin enthaltene Modells waren dessen Bezeichnung (ohne Artikelnummer) und der Maßstab in ein Feld auf der Stirn- und der Unterseite gedruckt, resp. ab 1965 gestempelt.
Ab 1967 gab es Kunststoffboxen mit meist grauem Boden (seltener: blau, schwarz oder dunkelrot) und durchsichtiger Haube. Die Bodenplatte erhielt einen golden beschichteten Aufkleber mit der Fahrzeugbezeichnung. Die Modelle wurden mit je einem Gummiband pro Achse an in der Bodenplatte ausgeformten Haken auf dieser befestigt. Ein Karton mit einem gezeichneten Hintergrund wurde hinterlegt, sodass ein Diorama-Effekt entstand.

## Kataloge
R.A.M.I. hat während der Produktionszeit seiner Modelle fünf Kataloge herausgegeben::
- Nr. 1 / 1960 mit 10 Modellen auf zwei Seiten
- Nr. 2 / ca. 1961 (ohne Angaben)
- Nr. 3 / 1964 mit 20 Modellen auf drei Seiten
- Nr. 4 / 1966 mit 29 Modellen auf zehn Seiten. Teilweise wurden Fotos der Vorbilder verwendet.
- Nr. 5 / 1969 mit 38 Modellen auf 38 Seiten. Neu ist als Nr. 2 das Motobloc Tonneau 1902 anstelle des De Dion-Bouton Vis-à-vis aufgeführt.

Eine andere Internetseite listet mehr als fünf Kataloge auf, darunter auch deutschsprachige.

## Wiederbelebung
Anlässlich einer Zuverlässigkeitsprüfung für Veteranenfahrzeuge legte der Club  L’Amicale Alsacienne de Voiture d’Epoque in Obernai 1989 das Modell Nr. 35, De Dion-Bouton Course 1902, in einer Serie von 150 Exemplaren neu auf.